# Groveolopsis pandani
Groveolopsis pandani är en svampart som först beskrevs av Franz Xaver von Höhnel, och fick sitt nu gällande namn av Karel Bernard Boedijn 1951. Groveolopsis pandani ingår i släktet Groveolopsis, divisionen sporsäcksvampar och riket svampar.   Inga underarter finns listade i Catalogue of Life.